# 史積英
史積英（?—?），清朝政治人物。順天宛平縣人。
史積英為乾隆四十九年（1784年）甲辰科三甲進士。乾隆五十五年（1790年）十二月，出任湖南永順府龍山縣知縣。